# Dubbelgeïsoleerd

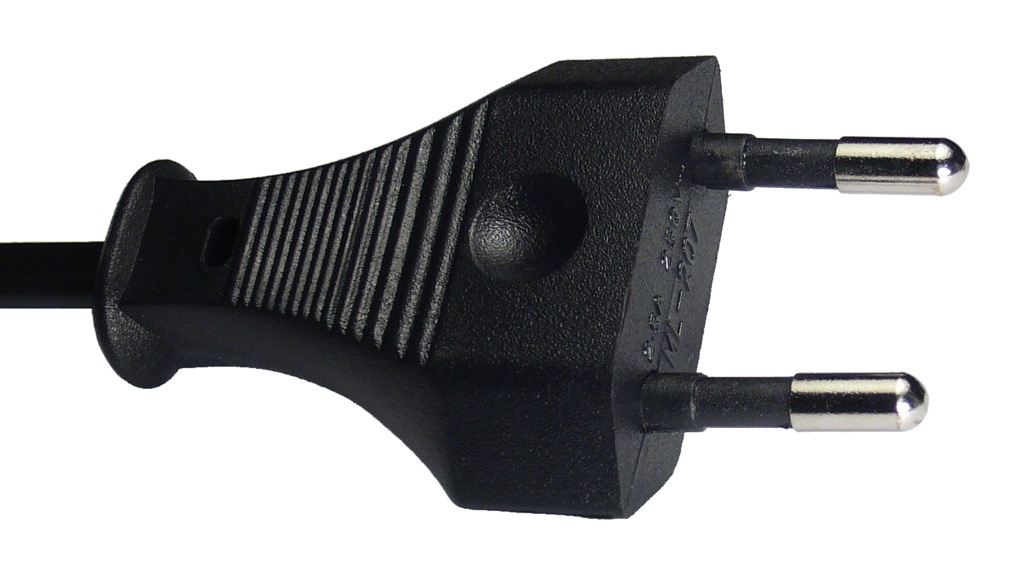
Eurostekker

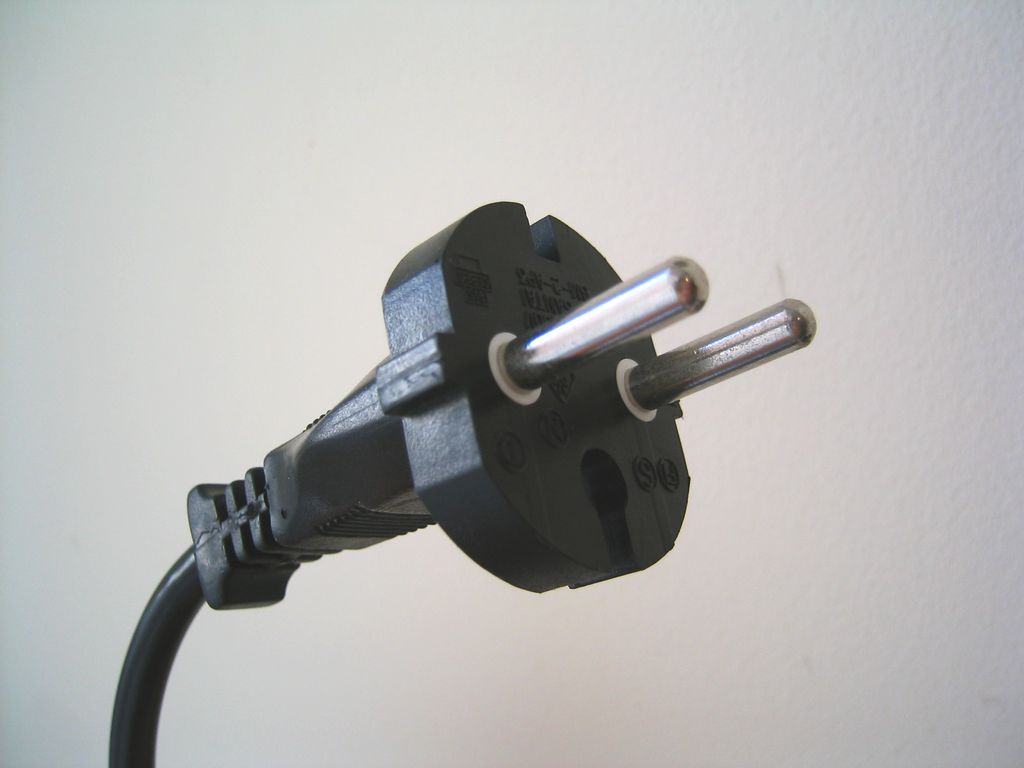
Contourstekker

Dubbelgeïsoleerd, ook geheel geïsoleerd of versterkt geïsoleerd, wil zeggen dat een toestel behalve de gebruikelijke elektrische isolatie, een zodanige constructie en behuizing heeft, dat er geen spanning kan komen te staan op delen die kunnen worden aangeraakt. Elektrisch gereedschap dat op 230 volt werkt, moet wettelijk dubbelgeïsoleerd zijn.
Dubbelgeïsoleerde elektrische apparatuur wordt als klasse II aangegeven en is aan de dubbele vierkanten op het typeplaatje te herkennen. Ze zijn behalve de functionele isolatie van extra isolatie voorzien, die voorkomt dat bij een defect metalen delen, waarvan het mogelijk is dat ze worden aangeraakt, onder spanning komen te staan. Deze extra isolatie bestaat meestal uit een behuizing die geheel van kunststof is. Klasse II toestellen mogen aan de buitenkant wel van metaal zijn, maar kunststof heeft het voordeel dat het ook isoleert. Het is door de dubbele isolatie haast onmogelijk dat metalen delen aan de buitenkant van een apparaat door een beschadigde verbinding in het apparaat onder spanning komen te staan of dat er in het apparaat kortsluiting optreedt. Voorbeelden van klasse II toestellen zijn huishoudelijke apparatuur zoals boormachines, scheerapparaten, keukenapparatuur, stofzuigers en haardrogers. Toestellen van klasse II hebben een vaste, met het toestel verbonden leiding met een stekker zonder aarding die één geheel vormen. Deze stekker past in een stopcontact met en zonder aarde, en bestaat meestal uit een, niet te demonteren geheel. Voor kleinere vermogens zijn dit in Nederland de eurostekkers, bij grotere vermogens contourstekkers.
Er is voor alle elektrische apparatuur een indeling gemaakt in elektrische veiligheidsklassen. Alle apparatuur moet aan minimale eisen voor veiligheid voldoen, maar onder andere stekkers kunnen extra worden beveiligd door ze met aarding uit te voeren.